# أدي أكينيبي
أدي أكينيبي (بالإنجليزية: Ade Akinbiyi)‏ (10 أكتوبر 1974 المملكة المتحدة - ) هو لاعب كرة قدم نيجيري، يلعب كمهاجم.

## مسيرته الكروية
لعب أدي أكينيبي خلال مسيرته الاحترافية مع 14 ناديًا في ثمانية وعشرون موسمًا وسجل خلالها 136 هدف ضمن 505 مباراة. ولم يفز بأي موسم بالكأس أو بالدوري.
خاض أدي أكينيبي مسيرته مع نادي هيرفورد في موسم 1993–94 لمدة موسم واحد، مشاركًا في 4 مباريات سجل خلالها هدفين. ثم انتقل إلى نادي برايتون أند هوف ألبيون في موسم 1994–95 لمدة موسم واحد، حيث شارك في 7 مباريات سجل خلالها 4 أهداف. لينتقل بعدها إلى نادي نورويتش سيتي في موسم 1995–96 ولمدة موسمين، مشاركًا في 49 مباراة سجل خلالها 3 أهداف. ثم انتقل إلى نادي غيلينغهام في موسم 1996–97 ولمدة موسمين، مشاركًا في 63 مباراة سجل خلالها 28 هدفًا. هذا وانتقل لاحقًا إلى نادي بريستول سيتي في موسم 1998–99 ولمدة موسمين، مشاركًا في 47 مباراة سجل خلالها 21 هدفًا. ثم انتقل بعدها إلى نادي وولفرهامبتون واندررز في موسم 1999–00 لمدة موسم واحد، مشاركًا في 37 مباراة سجل خلالها 16 هدفًا. ليعود وينتقل من جديد، لكن هذه المرة إلى نادي ليستر سيتي في موسم 2000–01 ولمدة موسمين، مشاركًا في 58 مباراة سجل خلالها 11 هدفًا. لينتقل بعدها إلى نادي كريستال بالاس في موسم 2001–02 ولمدة موسمين، مشاركًا في 24 مباراة سجل خلالها 3 أهداف. ثم لعب في نادي ستوك سيتي في موسم 2002–03 واستمر معه طيلة ثلاثة مواسم، مشاركًا في 63 مباراة سجل خلالها 19 هدفًا. ليعود ويرتحل عنه إلى نادي بيرنلي في موسم 2004–05 في المرة الأولى ولمدة موسمين ثم في موسم 2006–07 واستمر معه طيلة ثلاثة مواسم، مشاركًا طوالها في 109 مباراة سجل خلالها 26 هدفًا. ثم انتقل إلى نادي شيفيلد يونايتد في موسم 2005–06 ولمدة موسمين، مشاركًا في 18 مباراة سجل خلالها 3 أهداف. لينتقل بعدها إلى نادي هيوستن دينامو ما بين عامي 2009 و2010 لمدة موسم واحد، مشاركًا في 14 مباراة ولم يسجل أي هدف. ثم انتقل إلى نادي نوتس كاونتي في موسم 2009–10 لمدة موسم واحد، مشاركًا في 10 مباريات ولم يسجل أي هدف أيضًا. هذا وانتقل لاحقًا إلى Colwyn Bay F.C. ‏ في موسم 2013–14 لمدة موسم واحد، مشاركًا في مباراتين ولم يسجل أي هدف أيضًا.

## وصلات خارجية
أدي أكينيبي على موقع الدوري الأمريكي (الإنجليزية)
- أدي أكينيبي على موقع قاعدة بيانات كرة القدم.إي يو (الإنجليزية)
- أدي أكينيبي على موقع ناشيونال فوتبول تيمز (الإنجليزية)
- أدي أكينيبي على موقع Soccerbase.com (لاعب) (الإنجليزية)
- أدي أكينيبي على موقع Soccerway.com (الإنجليزية)
- أدي أكينيبي على موقع عالم كرة القدم.نت (الإنجليزية)